# Sonhos do Passado
Sonhos do Passado (Save the Tiger) é um filme norte-americano de 1973, do gênero drama, dirigido por John G. Avildsen e estrelado por Jack Lemmon e Jack Gilford.

## Sinopse
Um dia na vida de Harry Stoner, empresário do ramo de vestuário, para quem a bancarrota acaba de chegar. Enquanto sonha com a juventude perdida, ele engana a esposa, empurra prostitutas para os clientes e contrata um incendiário para botar fogo em tudo e poder, assim, receber o seguro. Ele também se engaja numa campanha para salvar os tigres da extinção e relaciona-se com Myra, uma jovem que vive de pedir carona.

## Elenco
| Ator/Atriz      | Personagem      |
| --------------- | --------------- |
| Jack Lemmon     | Harry Stoner    |
| Jack Gilford    | Phil Greene     |
| Laurie Heineman | Myra            |
| Norman Burton   | Fred Mirrell    |
| Patricia Smith  | Janet Stoner    |
| Thayer David    | Charlie Robbins |
| William Hansen  | Meyer           |
| Harvey Jason    | Rico            |
| Liv Von Linden  | Ula             |
| Lara Parker     | Margo           |
| Eloise Hardt    | Jackie          |
| Ned Glass       | Sid Fivush      |

## Produção
Forte em estudo de personagens, porém fraco nas bilheterias, Sombras do Passado teve um orçamento diminuto, o que fez com que Jack Lemmon abrisse mão do salário só para vê-lo chegar às telas.
Lemmon, mais conhecido até então por papéis em comédias (apesar de já ter atuado em produções mais sérias), recebeu seu segundo Oscar. Ator cujo talento abrilhantou tanto produções farsescas quanto trágicas, Lemmon foi indicado oito vezes pela Academia de Artes e Ciências Cinematográficas. Ken Wlaschin, excepcionalmente, chega a listar treze de seus melhores filmes (ao invés dos habituais dez). Entre eles, Sombras do Passado.

## Premiações
| Patrocinador                                            | Prêmio       | Categoria | Situação          |
| ------------------------------------------------------- | ------------ | --- | ----------------- |
| Academia de Artes e Ciências Cinematográficas           | Oscar        | Melhor Ator (Jack Lemmon) Melhor Ator Coadjuvante (Jack Gilford) Melhor Roteiro Original                            | Vencedor Indicado |
| Associação de Correspondentes Estrangeiros de Hollywood | Golden Globe | Melhor Filme Dramático Melhor Ator em Filme Dramático (Jack Lemmon) Melhor Ator Coadjuvante - Cinema (Jack Gilford) | Indicado          |
| Writers Guild of America                                | WGA          | Melhor Roteiro - Drama                                                                                              | Vencedor          |